# Ивашковская, Ирина Васильевна
Ирина Васильевна Ивашко́вская (1953) — д.э.н., ординарный профессор Научно-исследовательского университета Высшая школа экономики, руководитель Учебно-научного департамента финансов, заведующая кафедрой экономики и финансов фирмы и лаборатории корпоративных финансов Архивная копия от 5 июня 2013 на Wayback Machine.
Главный редактор и учредитель электронного научного журнала «Корпоративные финансы».
Автор более 80 научных работ, включая 4 монографии, 4 учебные пособия.

## Биография
Выпускница экономического факультета МГУ им. М. В. Ломоносова (диплом с отличием) 1975 год и аспирантуры этого факультета по специальности «Мировая экономика» (1980).
В 1993 получила звание доцент.
В 2011 получила звание доктор экономических наук: Финансовый университет при Правительстве Российской Федерации, специальность 08.00.10 «Финансы, денежное обращение и кредит».
До НИУ ВШЭ работала в должности доцента на экономическом факультете МГУ им. М. В. Ломоносова.
Ирина Васильевна Ивашковская работает в НИУ ВШЭ с 2000.
В 2003 г. создала кафедру экономики и финансов фирмы, стала профессором кафедры и ее заведующим, является инициатором создания двух магистерских программ (академической «Стратегическое управление финансами фирмы» и прикладной «Корпоративные финансы»).
В 2006 г. открыла в НИУ Высшая школа экономики исследовательскую лабораторию корпоративных финансов (Corporate finance center).
С 2012 года назначена руководителем академического департамента финансов, объединяющего 8 кафедр финансового и бухучетного профилей.
Читает магистерские лекционные курсы «Корпоративные финансы», «Оценка стоимости», «Стратегические финансы фирмы», а также цикл лекций «Корпоративная финансовая аналитика» в программе Высшей школы менеджмента НИУ ВШЭ «Доктор делового администрирования».
Исследовательские интересы: эмпирические корпоративные финансы, корпоративное управление, корпоративная финансовая архитектура, оценка интеллектуального капитала компании, оценка стратегической эффективности компании.

## Сфера профессиональных интересов
- Корпоративные финансы
- Оценка стоимости компании
- Управление стоимостью компании в условиях перехода к инновационной экономике
- Стратегические финансы фирмы

## Международные проекты
- 2000—2003 гг. Преподаватель, руководитель группы в совместном Российско-Канадском проекте по корпоративному управлению со Школой SchulichBusinessSchool, Канада
- 2000—2001 гг. Ведущий лектор и местный консультант в двух циклах программы Института Всемирного банка «Корпоративное управление и бизнес-этика» (Вена)
- 1993—2001 гг. Ведущий лектор и координатор 3 недельного модуля «Бухучет и финансовый анализ» в программе Института Всемирного банка «Вводный курс в рыночную экономику». Читала курсы лекций и готовила учебные материалы и экзаменационные задания в 13 программах в Центре Института Всемирного банка (Москва, Ташкент и Прага).
- 2000 г. Ведущий лектор в программе «Корпоративные финансы» Института Всемирного банка для сотрудников миссий Всемирного банка в Бишкеке (Киргизия) и Алма-Аты (Казахстан)
- 1999 г. Местный консультант в программе Института Всемирного банка «Дистанционное обучение корпоративному управлению», (Австрия)
- 1999 г. Ведущий лектор и местный консультант в программе Института Всемирного банка «Корпоративное управление», (Австрия)
- 1997 г. Содиректор и лектор в программе Института Всемирного банка «Финансово-промышленные группы в переходной экономике», (Москва-Вена) 1996 г. Содиректор и лектор в программе Института Всемирного банка «Реструктуризация предприятий в условиях приватизации», (США).
- 1996 г. Содиректор и лектор в программе Института Всемирного банка «Подготовка консультантов по вопросам развития частного сектора в переходной экономике», (Киргизия)
- 1996 г. Содиректор и лектор в программе Института Всемирного банка «Международный стандарты финансовой отчетности и финансовый анализ», (Киргизия)
- Лекции по управлению стоимостью компании в программе Всемирного банка

Дополнительная информация
- Руководитель магистерской программы «Стратегическое управление финансами фирмы» Архивная копия от 11 сентября 2013 на Wayback Machine
- Руководитель магистерской программы «Корпоративные финансы» Архивная копия от 11 сентября 2013 на Wayback Machine